# Huobi Japan
ビットトレード株式会社（ビットトレードかぶしきかいしゃ）は、日本国内No1*の全30銘柄を取り揃えている日本の暗号資産取引所である。ビットトレードの名称は2018年12月以前の名称で、ブランド名を復刻した形となる。2018年12月17日から2023年2月15日まではブランド名をフォビジャパンとしていた。
2023年4月21日に社名を「ビットトレード株式会社（英文表記：BitTrade Inc.）（代表取締役社長：関 磊／本社：東京都港区）」 へ変更（名称を復刻）した。

## 概要
旧社名のビットトレードを復刻。旧ビットトレードは2018年12月17日より、「Huobi」の名のもと新規口座開設の受付を始めた。取り扱い暗号資産はビットコイン、リップル、ネムなど取り扱い暗号資産は全12銘柄・29銘柄ペアと豊富である。取引所・販売所などで取引可能となっている。
2019年10月に「販売所」をリリースした。同年10月にはFPG株式会社へ第三者割当増資により新株を発行し、資金調達を行った。同年12月には、東海東京フィナンシャル・ホールディングス株式会社と資本業務提携を発表した。
2020年6月には独自の暗号資産となるHT（フォビトークン）を上場した。2023年2月15日に新しいブランド名としてビットトレードを採用し、新たなロゴも発表した。

## 主なサービス
暗号資産の購入・売却、送金・入金、販売所、取引所を提供している。日本円の入金に関して上限はないが、出金は一日あたり10億円までである。
令和元年法律第28号附則第10条第２項に基づく金融商品取引業者（第一種金融商品取引業）である。

### ビットトレードお友達紹介プログラム
ビットトレードでは、新規口座開設の促進にあたりお友達紹介プログラムを実施している。すでにビットトレードの口座を持っている人から紹介を受けて口座開設すると紹介した人と紹介された人の両方に1000円程度のビットコインをプレゼントする仕組みである。